# They All Come Out
They All Come Out és una pel·lícula de ficció criminal estatunidenca de 1939 dirigida per Jacques Tourneur, escrita per John C. Higgins i protagonitzada per Rita Johnson, Tom Neal, Bernard Nedell, Edward Gargan, John Gallaudet i Addison Richards. Va ser llançada el 4 d'agost de 1939 per Metro-Goldwyn-Mayer.

## Argument
La pel·lícula s'obre en un estil documental amb la narració i la presentació de dos funcionaris del govern associats al sistema penitenciari, com ells mateixos, parlant a través d'un escriptori en un entorn d'oficina. A continuació, la història es presenta com a basada en esdeveniments de la vida de molts presos.
La Kitty està involucrada amb una colla que planeja un robatori a un banc quan coneix i ajuda a embrutar a Joe en un restaurant. Joe no pot pagar el que ha estat el seu primer àpat en tres dies, i no ha pogut trobar feina a causa d'un canell trencat que mai es va posar. Kitty el recomana per al robatori al banc quan es necessita un conductor. Amb la banda fugint de la llei després del robatori, la Kitty rep un tret i Joe la salva de quedar-se enrere. Finalment, tota la colla és capturada.
El sistema penitenciari benèvol, compassiu i altament eficaç de 1939 ofereix ajuda i comprensió a tots els membres de la banda, però només alguns, inclosos Kitty i Joe, estan disposats a tornar les seves vides pel camí correcte. El metge de la presó opera amb èxit el canell d'en Joe i a la Kitty se li permet mantenir correspondència amb Joe. Després de ser posats en llibertat condicional, tant Kitty com Joe són acceptats immediatament i confien en nous llocs de treball a l'exterior, però s'enfronten a reptes quan un altre criminal intenta portar-los de nou al mal camí.

## Repartiment
- Rita Johnson com a Kitty
- Tom Neal com a Joe Z. Cameron
- Bernard Nedell com a Clyde "Reno" Madigan
- Edward Gargan com a George Jacklin
- John Gallaudet com Albert Crane
- Addison Richards com al director
- Frank M. Thomas com a superintendent
- George Tobias com a 'Sloppy Joe'
- Ann Shoemaker com a Dr. Ellen Hollis
- Charles Lane com a psiquiatre
- Adrian Morris com a jutge del tribunal de cangur